# Nota Schiller
Pour les articles homonymes, voir Schiller.
Nota Schiller (en hébreu : נטע שילר, né en 1937 à Brooklyn (New York) et mort le 8 mars 2025 à Jérusalem) est un rabbin orthodoxe israélien d'origine américaine, rosh yeshiva de la Yechiva Ohr Somayach à Jérusalem. Il est une des grandes figures du Mouvement de Techouva dans les années 1970.

## Biographie
Nota Schiller,,,, est né en 1937 à Brooklyn (New York).
Il fait ses études secondaires à la Yechiva Chaim Berlin à Flatbush. Puis il va étudier à la Yechiva Ner Yisroel de Baltimore.
En 1972, il s'associe aux rabbins Noah Weinberg, Mendel Weinbach, et Yaakov Rosenberg pour fonder la Yechiva Shma Yisrael, destinée à ceux ayant peu ou pas de connaissance du judaïsme. En 1974, le rabbin Noah Weinberg fonde sa propre yechiva, Aish HaTorah. 
La Yechiva Shma Yisrael est renommée en Yechiva Ohr Somayach.